# Daňový ráj
Daňový ráj (anglicky tax haven) je destinace (region či země), která nabízí zahraničním subjektům minimální nebo žádné zdanění za jejich bankovní vklady v politicky a ekonomicky stabilním prostředí. Poskytují daňové výhody pro korporace a pro velmi bohaté jednotlivce. Daňové ráje následně vydělávají na poplatcích za poskytnutí bankovních produktů, nebo za vytváření a používání skořápkových společností. Navíc vytvářejí nové pracovní pozice pro tamní obyvatelstvo (právníci, účetní, asistenti, …).
Daňové ráje často omezují zveřejňování informací o společnostech a jejich majitelích, a v některých případech mohou zaručit naprostou anonymitu skutečnému majiteli. Proto někteří odborníci označují daňové ráje jako daňové skrýše. Daňové ráje nejsou nutně nelegální; problém vzniká tehdy, když jsou zneužívány mimo rámec regulací, které je definují. V obecné rovině rozlišujeme v zásadě dva typy subjektů:
1. Onshore společnost, která má sídlo ve své domácí ekonomice,
2. Offshore společnost, která sídlí v zahraničí a může sloužit jako nástroj pro daňovou optimalizaci.

Podle Indexu finančního tajemství (anglicky Financial Secrecy Index) je nezdaněno či odvedeno do míst s velmi nízkou daňovou zátěží něco mezi 21 a 32 biliony dolarů (v přepočtu mezi 492 a 751 biliony českých korun). Nejčastějšími uživateli jsou nadnárodní firmy, podnikatelé, ale i organizované zločinecké skupiny, teroristické skupiny či politici skrývající své majetky.

## Historie
Daňové ráje existují již poměrně dlouho, přičemž někteří historikové zmiňují jejich existenci ve formě izolovaných ostrovů již v době starověkých Řeků. 
První fáze vývoje moderních daňových rájů sahá až do období po první světové válce a dalo za vznik nejstarším daňovým rájům naší doby, a to Lichtenštejnsku, Švýcarsku a Panamě, z nichž každý se předpokládá, že pochází z 20. let 20. století. Především Švýcarsko začalo rozvíjet koncept daňového ráje jako strategii pro ekonomický rozvoj. 
Následující období od začátku 70. let do konce 90. let pak přineslo dramatický nárůst počtu daňových rájů a objemu finančních aktiv, které přes daňové ráje procházejí. 

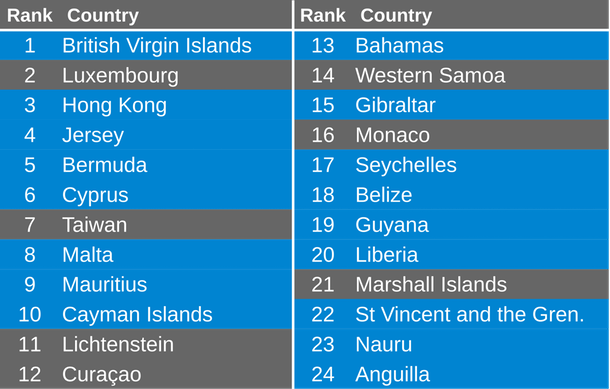
Seznam daňových rájů (2017) seřazených dle metody „Sink OFC“. (Modře označená pole jsou území závislá na Spojeném království)

Současný postoj a definice daňových rájů začal v roce 1998 s publikací zprávy OECD o škodlivé daňové soutěži. Téhož roku také proběhlo zintenzivnění úsilí Evropské unie o boj proti daňovým rájům. Daňové ráje nyní pokrývají celý svět a slouží všem hlavním finančním a obchodním centrům a jsou stále organizovány do tří hlavních skupin: 
1. založených ve Velké Británii nebo na britských koloniálních územích
2. evropských daňových rájů
3. nových daňových rájů vznikajících v Africe.[4]

## Charakteristika
I přes tolik let existence neexistuje univerzální definice daňového ráje. Organizace pro hospodářskou spolupráci a rozvoj,⁠⁠⁠⁠⁠⁠ skupina 38 rozvinutých zemí se sídlem v Paříži, používá tři následující klíčové atributy pro identifikaci, zda je jurisdikce daňovým rájem.

### 1. Nízká daňová zátěž
Výše zdanění se liší v každé zemi, ale všechny daňové ráje se nabízejí jako místo, kde se zahraniční subjekty mohou vyhnout vysokým daním tím, že umístí svůj majetek nebo podnikání do jejich správy. 
Mnohé daňové ráje jsou populární pro slevy na různé druhy daní. Ale tento charakteristický atribut sám o sobě nestačí k identifikaci daňového ráje. Mnoho dobře regulovaných zemí nabízí daňová zvýhodnění k přilákání zahraničních investic, ale nejsou klasifikována jako daňové ráje.

### 2. Ochrana informací
Daňové ráje pečlivě chrání osobní a finanční informace svých klientů. Většina daňových rájů má formální zákony nebo správní postupy, které zabraňují kontrole ze strany zahraničních daňových úřadů. Neprobíhá tak žádná nebo minimální komunikace se zahraničními daňovými úřady.

### 3. Nedostatek transparentnosti
Mnoho daňových rájů má minimální požadavky na zveřejňování informací pro společnosti působící v jejich jurisdikci, což znesnadňuje sledování finančních transakcí pro kontrolní orgány.

### Další charakteristiky
Daňové ráje typicky nevyžadují, aby vnější subjekty měly fyzickou přítomnost v dané jurisdikci. Dávají tak vzniku „skořápkových společností“ (jedná se o právnickou osobu vytvořenou v daňovém ráji). Tyto společnosti obvykle existují pouze na papíře, bez zaměstnanců a bez kanceláře. Např. dle Účetního úřadu vlády Spojených států (anglicky Government Accountability Office) z roku 2008 zjistila, že jedna budova na Kajmanských ostrovech byla sídlem pro 18 857 mezinárodních společností.
To naznačuje, že zahraniční subjekty mohou uplatnit daňové výhody pouhou formální registrací jejich sídla ve vybrané jurisdikci. Není potřeba být ekonomicky aktivní uvnitř hranic země. Společnosti mohou poté pokračovat ve svém podnikání ve své domovské zemi, zatímco při placení daní tvrdit, že jsou obyvateli daňového ráje.

## Legislativní rámec a regulace
Offshore firmy jsou právnické subjekty založené mimo zemi původu, často za účelem získání daňových výhod nebo skrytí majetku. Tyto společnosti mohou být využity k legálním činnostem, jako je daňová optimalizace, avšak také mohou sloužit k nelegálním aktivitám, včetně daňových úniků, vyvádění finančních prostředků, skrývání nezákonně nabytého majetku nebo skrývání skutečného vlastníka.
S narůstajícím výskytem těchto rizik se objevila potřeba řešit tuto problematiku na mezinárodní úrovni. Regulace offshore společností získala na síle v důsledku zákona o dodržování daňových předpisů u zahraničních účtů (anglicky Foreign Account Tax Compliance Act –⁠⁠⁠⁠⁠⁠ zkráceně FACTA) v USA. Tento zákon posléze inspiroval Organizaci pro hospodářskou spolupráci a rozvoj, která představila nový standard pro automatickou výměnu daňových a finančních informací na mezinárodní úrovni známý jako GATCA.
Vedle globálně působících autorit a bilaterálních dohod zaměřených na prevenci dvojího zdanění se Evropská unie zaměřuje na legislativní opatření proti praní peněz a financování terorismu, známá jako směrnice proti praní peněz a financování terorismu (AML).
Tyto směrnice stanovují jednotné standardy a povinnosti s cílem identifikovat skutečného vlastníka a sledovat celý strukturální řetězec majetku. Přestože jsou tyto směrnice závazné pro členské státy Evropské unie, implementace těchto principů do vnitrostátního práva je zodpovědností jednotlivých států, aby mohly poskytnout účinné mechanismy pro snižování rizik spojených s používáním offshore firem, včetně daňových skrýší.
Důležitou roli hraje také známý dotazník KYC (Know Your Customer), který je využíván již několik let. Poskytovatelé finančních služeb mají povinnost identifikovat své zákazníky prostřednictvím tohoto dotazníku, uchovávat záznamy o identifikaci a případně je předávat státním orgánům.
Boj s daňovými ráji je složitý z jednoduchého důvodu – některé z nejmocnějších zemí světa z nich profitují. Podle organizace Tax Justice Network, která pravidelně sestavuje žebříček nejméně transparentních zemí, se v první desítce nachází USA, Nizozemsko, Japonsko a překvapivě jen dva karibské ostrovy. Tato skutečnost komplikuje úsilí o boj s daňovými úniky a využíváním daňových rájů, neboť některé vlivné země mají zájem na udržení stávající situace.

## Kritika
Vyšetřování provedená Mezinárodním konsorciem investigativních novinářů se zaměřila na různé daňové ráje, často v závislosti na dostupných dokumentech a jejich obsahu. Například Panama Papers odhalily, jak společnost Mossack Fonseca, jedna z největších offshore advokátních kanceláří na světě, poskytovala tisíce skořápkových společností na britských Panenských ostrovech klientům po celém světě. Aféra Mauricius Leaks zase poukázala na zneužívání ostrova Mauricius k vyhýbání se daňovým povinnostem, zatímco Paradise Papers odhalily tajemství ostrova Bermudy, kde byla založena advokátní kancelář Appleby.
Některé daňové ráje, jako je Niue a Vanuatu, pod mezinárodním tlakem čistí svou reputaci od nelegálních aktivit. Naopak jiné, jako je Dubaj, se stávají novými centry pro nezákonné akce a úkryt bohatství.
Francouzský ekonom Gabriel Zucman odhadl, že v daňových rájích končí 10 % celosvětového hrubého domácího produktu. V důsledku toho státy ročně ztratí na daních asi 800 miliard dolarů.
Daňové ráje mohou mít i negativní vliv na životní prostředí.